# Усенко Іван (маляр)
Усе́нко Іва́н — український маляр-портретист I-ї половини 19 ст., родом з м. Яготина.
Кріпак княгині Рєпніної. Малярства вчився у придворних малярів графів Розумовських у Батурині. Малював акварельні портрети родини Рєпніних та їхніх знайомих. 1837 р. на виставці у Полтаві виставляв вдалі копії з картин Рембрандта й Тіциана.